# リンリン (みんなのうた)
『リンリン』は、1975年10月 - 11月にNHKの『みんなのうた』で紹介された楽曲。作詞：レダ・ミレヴァ、訳詞：薩摩忠、作曲：パラシュケフ・ハジェフ、編曲：小森昭宏。
ブルガリアの子供の歌で、秋の学校を舞台にし、学校のベルが森や野原へ流れる様子を爽やかに歌った楽曲。放送では1番→2番→3番と歌った後、1番をもう一回繰り返して歌った。また2番と3番の間には、32小節もの長い間奏が加えられた。映像は日本のある山奥の学校を舞台にし、間奏部ではその山奥の様々な風景がインサートされている。
終了直後の1975年12月23日に『特集みんなのうた』で再放送されたものの、定時番組では2015年現在再放送されておらず、DVDやCDにも収録されていないが、1976年にポリドールから発売されたLPレコード「NHKみんなのうた オリジナル盤」には、放送当時の音源で収録されていた。また、日本放送出版協会から発売された楽譜集「NHK みんなのうた」の第17集に楽譜が収録されていたが、その後の再発売では著作権の関係上、省かれてしまった。同楽譜集では、同じ理由で再発売後に省かれた外国曲が多数存在する。よく似ているような曲名では「ドナドナ」がある。

## 参考資料
- みんなのうた缶（非公式サイト）[要文献特定詳細情報]